# Roscoe Engel
Roscoe Engel (* 6. März 1989 in Kapstadt) ist ein ehemaliger südafrikanischer Leichtathlet, der sich auf den Sprint spezialisiert hat. Mit der südafrikanischen 4-mal-100-Meter-Staffel wurde er 2012 in Porto-Novo Afrikameister.

## Sportliche Laufbahn
Erste Erfahrungen bei internationalen Meisterschaften sammelte Roscoe Engel im Jahr 2008, als er bei den Juniorenweltmeisterschaften in Bydgoszcz mit 10,72 s in der ersten Runde im 100-Meter-Lauf ausschied und mit der südafrikanischen 4-mal-100-Meter-Staffel in 39,70 s die Bronzemedaille gewann. 2011 schied er mit der Staffel bei den Weltmeisterschaften in Daegu mit 38,72 s im Vorlauf aus und im Jahr darauf schied er bei den Afrikameisterschaften in Porto-Novo mit 10,61 s im Halbfinale über 100 Meter aus. Zudem siegte er dort mit der Staffel in 39,26 s gemeinsam mit Hannes Dreyer, Simon Magakwe und Thuso Mpuang. 2015 belegte er bei den Afrikaspielen in Brazzaville in 10,45 s den vierten Platz über 100 Meter und schied im 200-Meter-Lauf mit 20,99 s im Halbfinale aus. 2018 schied er dann bei den Afrikameisterschaften in Asaba mit 10,63 s im Semifinale über 100 Meter aus. 
In den Jahren 2013 und 2015 wurde Engel südafrikanischer Meister in der 4-mal-100-Meter-Staffel.

## Persönliche Bestzeiten
- 100 Meter: 10,06 s (+1,7 m/s), 15. März 2018 in Pretoria
- 200 Meter: 20,44 s (+1,8 m/s), 17. März 2018 in Pretoria